# Ivonne Kraft
Ivonne Kraft (ur. 8 lipca 1970 w Karlsruhe) – niemiecka kolarka górska, wicemistrzyni Europy.

## Kariera
Największy sukces w karierze Ivonne Kraft osiągnęła podczas mistrzostw Europy w Wałbrzychu w 2004 roku, gdzie wspólnie z kolegami z reprezentacji zdobyła srebrny medal w sztafecie. Na tych samych mistrzostwach była także czwarta indywidualnie. W sezonie 2007 zajęła trzecie miejsce w klasyfikacji maratonu Pucharu Świata. W klasyfikacji tej wyprzedziły ją tylko Finka Pia Sundstedt oraz Esther Süss ze Szwajcarii. Czterokrotnie stawała na podium zawodów pucharowych, po dwa w cross-country i maratonie, jednak nie odniosła zwycięstwa. Była ponadto czwarta w cross-country podczas rozgrywanych w 2003 roku mistrzostw Europy w Grazu oraz mistrzostw świata w Lugano, gdzie walkę o podium przegrała z Rosjanką Iriną Kalentjewą. W 2004 roku brała udział w igrzyskach olimpijskich w Atenach, gdzie rywalizację w cross-country ukończyła na siódmej pozycji.